# Паскаль Купакі
Паскаль Ірене Купакі (фр. Pascal Irénée Koupaki; нар. 1 травня 1951, Котону, Дагомея) — бенінський політик, прем'єр-міністр країни з 28 травня 2011 року.

## Політична кар'єра
З вересня 1979 до грудня 1990 року Купакі працював у Дакарі співробітником Центрального банку держав Західної Африки (ЦБДЗА). Із грудня 1990 до вересня 1994 року обіймав посаду заступника директора Кабінету прем'єр-міністра Кот-д'Івуару Алассана Уаттари. Після цього він працював у Міжнародному валютному фонді, а з квітня 1996 до травня 1998 року був директором кабінету прем'єр-міністра Беніну Адрієна Унгбеджі.
Після відставки Унгбеджі у травні 1998 року Купакі знову працював у ЦБДЗА. Після приходу до влади президента Яї Боні у квітні 2006 року Купакі зайняв у новому уряді пост міністра фінансів. За рік, 17 червня 2007 його було переведено на посаду державного міністра з розвідки, розробки й оцінки державної політики, та залишався на цій посаді до призначення на пост прем'єр-міністра 28 травня 2011 року.